# Alkusjärvi
Alkusjärvi är en sjö i Överkalix kommun i Norrbotten och ingår i Sangisälvens huvudavrinningsområde. Sjön har en area på 0,296 kvadratkilometer och ligger 135 meter över havet. Sjön avvattnas av vattendraget Tjärasbäcken.

## Delavrinningsområde
Alkusjärvi ingår i det delavrinningsområde (737119-183014) som SMHI kallar för Utloppet av Oinasjärvi. Medelhöjden är 154 meter över havet och ytan är 7,87 kvadratkilometer. Det finns inga avrinningsområden uppströms utan avrinningsområdet är högsta punkten. Tjärasbäcken som avvattnar avrinningsområdet har biflödesordning 2, vilket innebär att vattnet flödar genom totalt 2 vattendrag innan det når havet efter 56 kilometer. Avrinningsområdet består mestadels av skog (90 procent). Avrinningsområdet har 0,45 kvadratkilometer vattenytor vilket ger det en sjöprocent på 5,7 procent.